# Chronologie des écrivains de la littérature judaïque
Une chronologie des écrivains de la littérature judaïque énumère dans l'ordre des dates historiques, réelles ou supposées, de grands auteurs ayant écrit principalement en langues anciennes (en hébreu, en araméen, en grec ancien, en arabe) ou plus récentes (en yiddish, en ladino, ou en... français) des œuvres marquantes pour la culture judaïque au sens large (textes religieux, légaux, grammaticaux, mystiques, philosophiques ou littéraires).
Cette chronologie prend la forme austère d'une nomenclature de noms importants qui renvoient aux articles spécialisés qui les concernent. 
Quelques faits historiques notables étayent aussi cette énumération. 

## Introduction

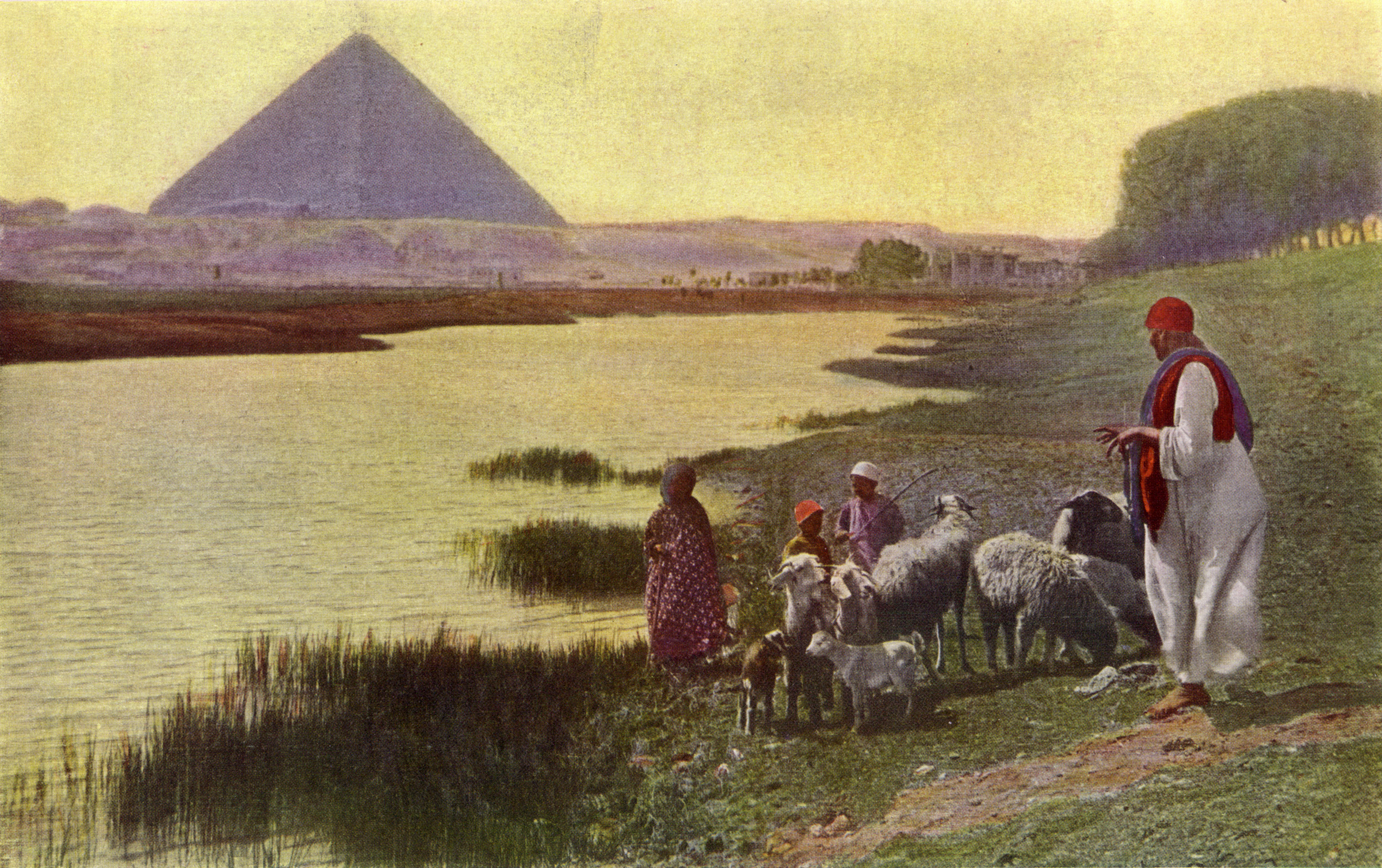
Les Nubiens Piankhi et Chabaka envahirent une Égypte bucolique mais décadente...

- Le monde profane : le VIIe siècle avant l'ère courante s'achève sur la fin de trois décadences : 
  - après une décomposition séculaire, l'Égypte antique passe sous l'empire nubien des pharaons noirs  Piankhi (qui règne de -747 à -716) et Chabaka son frère (qui règne de -716 à -702) (XXVe dynastie),
  - à l'ombre du Premier Temple[1] (בית המקדש) le royaume d'Israël, que la Bible décrira splendide sous les rois Saül[2] (שאול désiré), David[3] (דוד bien-aimé), et Salomon[4] (שלמה, en paisible plénitude), périclite de querelles en divisions jusqu'au règne de Josias[5] (de -640 à -609),
  - la puissance terrible de l'Assyrie sur le Moyen-Orient s'effondre sous les coups jumelés des Mèdes de Cyaxare (de -623 à -585) et des rois de Babylone, capitale du Moyen-Orient qui brille d'un dernier feu sous la dynastie chaldéenne de Nabopolassar (mort en -605) et de son fils Nabuchodonosor II (mort en -562).

- La culture judaïque au VIIIe siècle avant l'ère courante : après les prophètes antérieurs Josué et Samuel, la période des Nevi'im se poursuit avec les prophètes  postérieurs. La transmission du fruit des inspirations prophétiques reste orale jusqu'à l'Exil à Babylone, durant lequel commence l'écriture du Tanakh en hébreu. 
  - de circa -783 à -743 : Amos berger de Teqoa[6] prophétise à Béthel sous le règne de Jéroboam II.
  - circa -783 à -743 : Osée était aussi un israélite du Nord, ce prophète fut peut-être témoin de la chute de Samarie en -721.
  - -765 : naissance d'Isaïe[7] qui prophétise à partir de -740, année du décès du roi Ozias.
  - -721 : chute de Samarie, le judéen Michée de Moréshèt prophétise sous les rois Yotam, Achaz et Ézéchias.

- La culture judaïque au VIIe siècle avant l'ère courante :
  - circa -650 et -609 : Sophonie prophétise quelques années avant Jérémie.
  - -645 à -580 : Jérémie[8] (ירמיהוּ) prophétise  la fin d'une époque à Jérusalem, prise en -597 par Nabuchodonosor II après sa victoire sur les égyptiens à Karkemish (en -605);
  - -612 : chute de Ninive, thème des prophéties de Nahum.

## VIesiècleavant l'ère courante

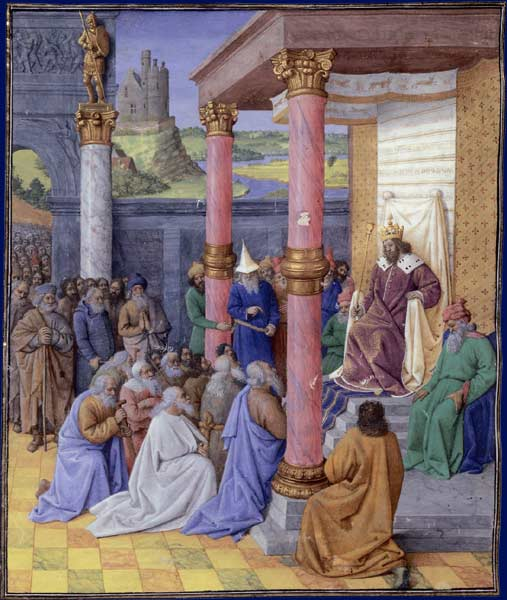
Cyrus II le Grand et des membres de la Grande Synagogue.

Au VIe siècle naissant s'éveille le pouvoir perse des Achéménides (Cyrus le Grand éteint pour toujours la puissance chaldéenne de Babylone et permet la restauration du Temple de Jérusalem sous le règne de Darius). De Sion (ציוֹן) s'élève, à l'ombre du Second Temple, le judaïsme, une culture nouvelle qui va produire de nombreux écrivains durant vingt-six siècles jusqu'à nos jours.
- Le monde profane au VIe siècle avant l'ère courante connait une profusion de penseurs qui fleurissent aussi bien en Europe, tels Anaximène et Pythagore, qu'en Asie avec Confucius et le Bouddha.
  - en -586 : Nabuchodonosor II détruit le Premier Temple de Jérusalem et déporte les juifs à Babylone.

- La culture judaïque au VIe siècle avant l'ère courante :
  - exilé, Ézéchiel[9] (יחזקאל) prophétisera ensuite à Babylone (en -593).
  - de -586 à -538 : durant l'Exil à Babylone, des confréries de pharisiens casuistes de la Loi (Torah) prolixes en commentaires se distinguent du groupe social des sadducéens (aristocrates sacerdotaux nostalgiques du Temple perdu, Cohanim et Leviim plus attachés au texte écrit de la Loi (Torah) qu'aux commentaires oraux de celle-ci, sadducéens dont le nom dérive de celui de Sadoq, grand-prêtre du roi David). Les haVuroth, confréries de pharisiens, dépêchent à la Knesset haGuedola ( כְּנֶסֶת הַגְּדוֹלָה Grande Assemblée nommée plus tard Grand Synode ou Grande Synagogue) de nombreux pharisiens Docteurs de la Loi restés anonymes jusqu'à la constitution de Zougot (paires de Rabbiim pharisiens éminents) vers la fin de l'ère courante.
  - -538 : un édit de l'Achéménide Cyrus le Grand permet aux exilés de reconstruire le Temple à Jérusalem.
  - -515 : malgré l'opposition des Samaritains le Temple est restauré, ce fait marque le début du judaïsme.

## Vesiècleavant l'ère courante
- Le monde profane au Ve siècle avant l'ère courante : au « Siècle de Périclès », l'historien grec Hérodote et le grammairien indien Pānini brillent, le premier en Europe méditerranéenne, le second en Extrême-Orient.

- La culture judaïque au Ve siècle avant l'ère courante :
  - - 458 : l'Achéménide Artaxerxès Ier envoie son Grand-Échanson Néhémie gouverner Jérusalem, accompagné du Scribe Ezra.
  - - 444 : le Scribe Ezra (Esdras) retrouve et lit solennellement un rouleau de la Loi (Torah) dans le Temple de Jérusalem  enfin redédicacé.
  - circa - 440 : Ezra fonde à Jérusalem la Grande Assemblée dite aussi Grande Synagogue[10], pépinière des premiers Sages et soferim du judaïsme. Cette institution préfigure celle du Sanhédrin.

## IVesiècleavant l'ère courante
- Le monde profane au IVe siècle avant l'ère courante : 
  - Grand siècle que celui d'Aristote et de son jeune élève qui devint l'empereur Alexandre. Dans ses traces se répand l'hellénisme ...
- La culture judaïque au IVe siècle avant l'ère courante :

## IIIesiècleavant l'ère courante
- Le monde profane au IIIe siècle avant l'ère courante : 
  - Tandis qu'Ératosthène gère la bibliothèque d'Alexandrie, la Septante devient la version grecque de référence de la Torah, Archimède pose les principes du calcul infinitésimal, et Hannibal de Carthage dirige ses armées puniques contre Rome ...
- La culture judaïque au IIIe siècle avant l'ère courante :
  - -300 à -270 : Siméon le Juste, parfois identifié à Simon I (310-291 ou 300-270 AEC), est le premier Sage nommément cité dans la Mishna.

## IIesiècleavant l'ère courante
- Le monde profane au IIe siècle avant l'ère courante : 
  - Tandis que le roi numide (berbère) Jugurtha s'élève contre Rome où résonne la voix de Scipion Emilien, en Grèce l'astronome Hipparque découvre la précession des équinoxes ...

- La culture judaïque au IIe siècle avant l'ère courante :

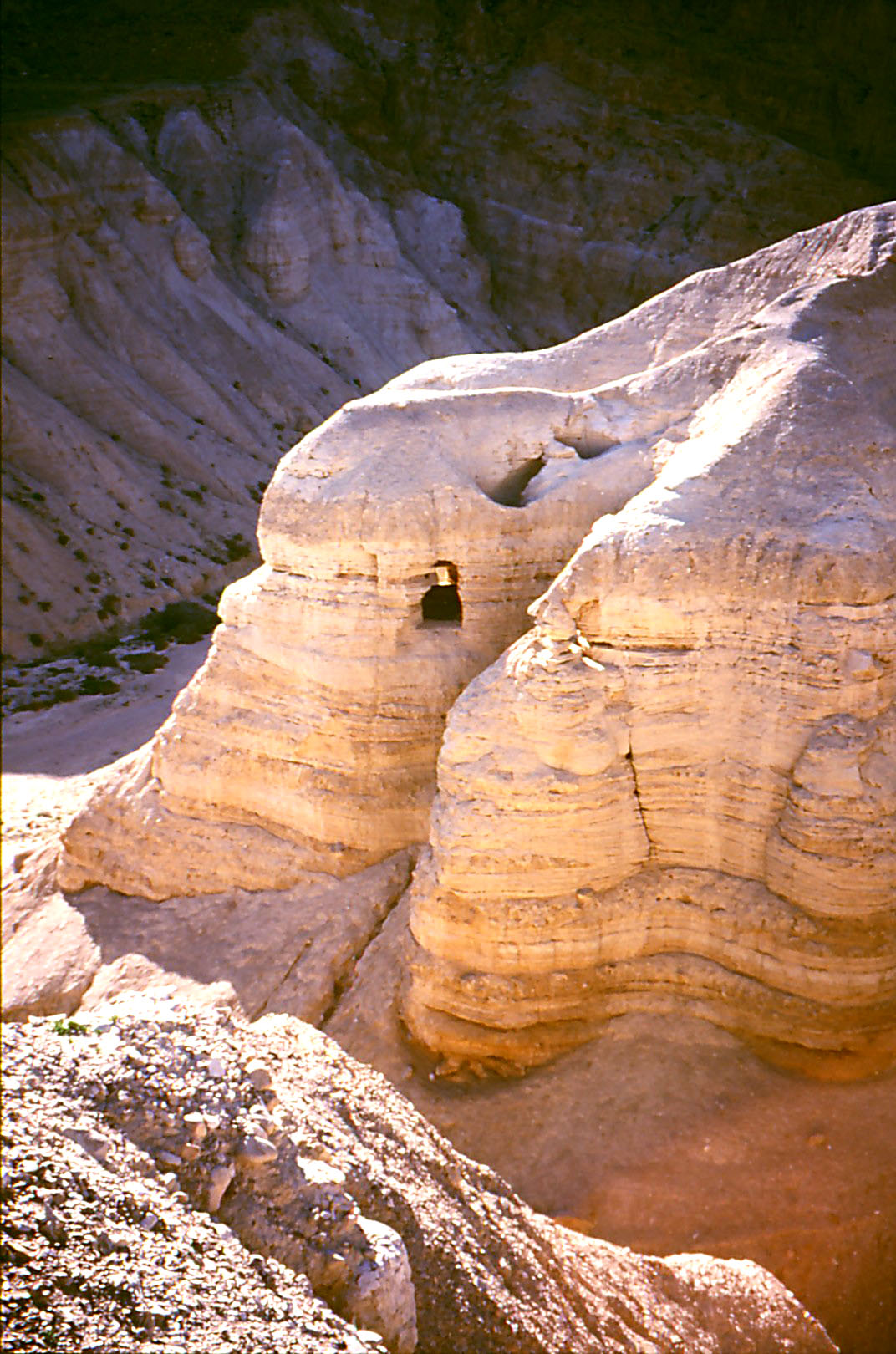
Une des grottes de Qumrân

  - Jusqu'en -200 la Grande Assemblée réunissait des Sages anonymes. À partir de -200 et jusqu'au début de l'ère courante, des Sages dûment identifiés s'apparient en Zougot. L'avènement des Tannaïm (תנאים) au début de l'ère courante mettra fin à la période des Zougot.
  - de -175 à -163 : Antiochos IV Épiphane, roi séleucide de Syrie, profane le Temple de Jérusalem.
  - de circa -150 à +70 : le mouvement Essénien sera connu par les mentions qu'en fera Flavius Josèphe, mais surtout par  les manuscrits de la mer Morte qui seront retrouvés à Khirbet Qumrân au XXe siècle.

## Iersiècleavant l'ère courante
- Le monde profane au Ier siècle avant l'ère courante : 
  - Siècle de Cicéron, de Virgile, et ... siècle d'Auguste ! C'est aussi l'apogée de l'époque hellénistique.
- La culture judaïque au Ier siècle avant l'ère courante : 
  - de -73 à -4 : Hillel l'Ancien (הלל הזקן, Hillel ha Zaken) forma une zoug avec Menahem (Zougot). Les zougot sont cinq paires de Sages éminents dont la période (la תְּקוּפָת הַזּוּגוֹת, təqouphat haZougôt) précède celle des Tannaim.
  - - 30 de l'ère courante : Shammaï forma une zoug avec Hillel l'Ancien qui présidait le Sanhédrin.

## Iersièclede l'ère courante
- Une nouvelle ère commence, l'ère courante : Jésus de Nazareth s'engage, entouré de quelques disciples, dans une courte carrière de prédication itinérante, essentiellement en Galilée, en pratiquant guérisons et exorcismes. Il suscite engouement et ferveur, s'attirant la méfiance des autorités politiques et religieuses, avant d'être arrêté, condamné et crucifié. L'impact de son message donne naissance au christianisme.

- Le monde profane au Ier siècle :

- La culture judaïque au Ier siècle :
  - de 10 à 220 s'étend la période des Tannaim[11] (תנאים), Docteurs de la Mishnah et de la Baraita.
  - Philon d'Alexandrie (mort vers +54) est un philosophe juif hellénisé d'Alexandrie. Il participe à l'ambassade que les Juifs d'Alexandrie envoient à l'Empereur Caligula en l'an 40 pour demander sa protection à la suite des émeutes dont ils ont été victimes.
  - de 10 à 80 : première génération de Tannaim.
  - de (?) à 50 : Gamaliel l'Ancien, petit-fils de Hillel et fils de Shimon ben Hillel, devient Nassi du Sanhedrin à la mort de Shammaï.
  - circa 1 - 80 : Rabban Yohanan ben Zakkaï, qui devint Nassi du Sanhedrin, était le plus jeune disciple de Hillel, et le premier Docteur de la Mishnah à porter le titre de Rabban.
  - circa 70 : Rabbi Eliezer ben Hyrcanos, disciple de ben Zakkaï.
  - 37 - 100 : Flavius Josèphe (en grec ancien Ἰώσηπος / Iốsêpos), né יוסף בן מתתיהו Yossef ben Matityahou haCohen ), historien juif de langue grecque.
  - circa 50 - 100 : Abba Saül
  - de 80 à 120 : seconde génération des Tannaim.

## IIesièclede l'ère courante
- Le monde profane au IIe siècle :

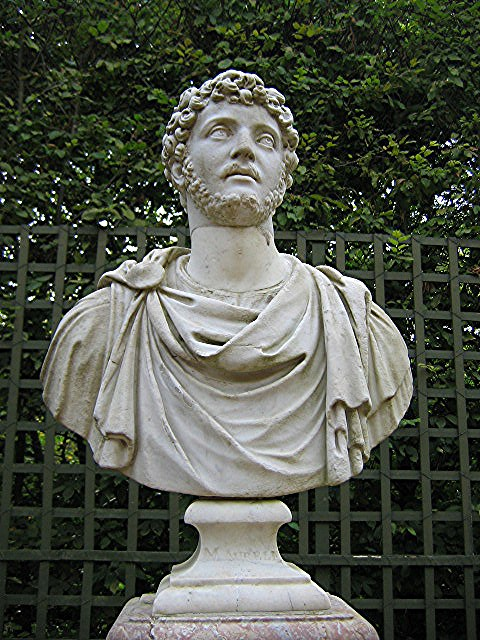
statue de Marc Aurèle, jardins de Versailles

  - Un philosophe stoïcien règne sur L'Empire romain : Marc Aurèle. C'est pourtant le gnosticisme et non le stoïcisme qui s'infiltre avec virulence dans tous les milieux culturels de l'Empire : païens, chrétiens, et judaïques : le théologien Irénée réfute les thèses gnostiques.
- La culture judaïque au IIe siècle :
  - de 132 à 135 : Shim'on ben Koziva, surnommé Bar Kochba est nommé Nassi d'un État juif indépendant de Rome.
  - circa 137 : Rabbi Akiba ben Joseph reconnaît en Bar Kochba le Messie.

## IIIesièclede l'ère courante
- Le monde profane au IIIe siècle :
  - Aurélien règne sur l'Empire romain, puis Dioclétien; à Alexandrie le Grec Plotin renouvelle le platonisme, dont s'inspire aussi le penseur Origène.
- La culture judaïque au IIIe siècle :
  - circa 200 : Rabbi Juda ben Shimon ha-Nassi (lien : Juda Hanassi), le dernier des Tannaïm de la Mishnah, son nom se traduit "Juda le Prince".
  - de 200 à 500 s'ouvre la période des Amoraim, Docteurs en Gemara qui développèrent Halakha et Aggadah.
  - né en ?- : Rech Lakich (Chimon Ben Lakich), est un Amora (docteur du Talmud) galiléen.

## IVesièclede l'ère courante
- Le monde profane au IVe siècle :
  - En 306, Flavius Valerius Aurelius Constantinus est proclamé trente-quatrième empereur romain : Constantin I fonde ... Constantinople.
- La culture judaïque au IVe siècle :
- 320 - 365 : Hillel Nessia, (הלל נשיאה, Hillel le Nassi) à ne pas confondre avec Hillel l'Ancien, est considéré comme le créateur du calendrier hébraïque fixé par calcul et non, comme auparavant, d'après l'observation des phases lunaires.
  - 353 - 427 Rav Achi ou Asser, président de l'Académie de Soura sur l'Euphrate, auteur du Talmud de Babylone.

## Vesièclede l'ère courante
- Le monde profane au Ve siècle :
  - Les Huns de Ruga, puis de ses neveux les frères Bleda et Attila, s'attaquent à Byzance et obligent le faible Théodose II à leur payer tribut.
- La culture judaïque au Ve siècle :
  - 425 : décès de Gamaliel VI, médecin, dernier nassi sous Théodose II qui refuse de lui désigner un successeur.

## VIesièclede l'ère courante
- Le monde profane au VIe siècle :
  - Au début du siècle, Bélisaire sert à Byzance Justinien Ier et Théodora. Vers 570, en Arabie, naît Mahomet, prophète de l'Islam.

- La culture judaïque au VIe siècle :
  - de 589 à circa 1050 s'étend la période des Gueonim, parmi lesquels d'éminents posqim rédacteurs de nombreuses Responsa (ספרי שאלות ותשובות).
  - 589 - 600 : Hanan d'Isqiya, Gaon de Poumbedita (aujourd'hui Falloujah en Irak).

## VIIesièclede l'ère courante
- Le monde profane au VIIe siècle :
  - Les Abbassides martyrisent Husayn ibn Ali, troisième Imam chiite. La culture arabe et sa langue vont influencer fortement la culture judaïque.
- La culture judaïque au VIIe siècle :
  - circa 650 - circa 750 : Abou Issa (Ishaq ibn Ya'qoub al-Isfahani) dit Ovadia, est le premier d'une lignée de prétendants juifs à la messianité dans la Perse du VIIe (ou du VIIIe siècle)[12].

## VIIIesièclede l'ère courante
- Le monde profane au VIIIe siècle :
  - Au siècle de Charlemagne, l'abbasside Al-Mansûr fonde Bagdad, où le sunnite Abu Hanifa (le plus grand Imâm  الإمام الاعظم) fonde l'école hanafite qui influencera fortement le mouvement karaïte au sein du judaïsme.
- La culture judaïque au VIIIe siècle :
  - 715 - 811 : le Hakham nommé Anan ben David fonda le ananisme, un courant du karaïsme.
  - circa 800 : Charlemagne invite des juifs méditerranéens à s'installer en Allemagne. Ces émigrants deviennent les premiers ashkenazim et l'évolution de leur langue génère le yiddish.

## IXesièclede l'ère courante
- Le monde profane au IXe siècle :
  - Poètes et historiens, astronomes et géographes, mathématiciens, médecins, alchimistes et philosophes, la culture musulmane fleurit sous toutes les latitudes tandis qu'au nord les trois frères Louis le Pieux, Lothaire et Charles le Chauve se partagent l'héritage carolingien. Le judaïsme profite pleinement de la richesse culturelle du monde arabophone.
- La culture judaïque au IXe siècle :
  - 882 - 942 : Rabbi Saadia Gaon dit Rassag, acronyme de Saadia Ben Yosseph Gaon en hébreu ( סעדיה בן יוסף גאון) ou Sa`īd bin Yūsuf al-Fayyūmi en arabe ( سعيد إبن يوسف الفيّومي).
  - ... - 940 : David ben Zakkaï, exilarque de Babylone, rendu célèbre par son conflit avec Saadia Gaon, conflit que régla Al-Qahir, calife abbasside.
  - 990 - 1053 : Rabbi Hananel ben Houshiel, dit Rabbénou Hananel, talmudiste érudit, Rosh yeshiva de Kairouan en Tunisie.

## Xesièclede l'ère courante
- Le monde profane au Xe siècle :
  - L'historien Al-Mas'ûdî (897 - 957) a voyagé jusqu'en Inde, en Chine, à Ceylan, à Madagascar. Les relations de voyages de Al-Muqaddasi ouvrent aussi de nouveaux horizons. En Espagne (al-Andalus) le médecin arabe Abulcasis écrit un traité de chirurgie qui fera le tour du monde jusqu'au XVIe siècle...
- La culture judaïque au Xe siècle :
  - 960 - 1028 : Rabbenou Guershom ben Yehouda, père du judaïsme ashkénaze.

## XIesièclede l'ère courante
- Le monde profane au XIe siècle :
  - Le duc de Normandie Guillaume le Conquérant s'empare de l'Angleterre, le Cid Campeador prend Valence aux Maures...

- La culture judaïque au XIe siècle :
  - 1013 - 1103 : Ri"f, acronyme de Rav Itshak Alfassi Isaac Alfasi (Itshak ben Yaakov haCohen Alfassi,posqim et auteur du Sefer ha Halakhot.
  - en 1050 commence la période des Rishonim qui durera jusqu'en 1500.
  - 1020 - 1058 : Salomon ibn Gabirol, dit Avicebron, philosophe.
  - 1040 - 1105 : Rachi, acronyme de Rabbi Chlomo ben Itshak (Salomon ben Isaac), commentateur de textes sacrés judaïques.
  - 1085 - 1138 : Rabbi Yehuda ben Shmuel haLévi (Juda Halevi), médecin, philosophe et poète séfarade surnommé le chantre de Sion, auteur du Kuzari.

## XIIesièclede l'ère courante
- Le monde profane au XIIe siècle :
  - Le Sultan d'Égypte Saladin s'empare de tout le Moyen-Orient, tandis que Gengis Khan fonde un Empire des steppes en Asie. De 1126 à 1198 vécut Averroès nom latinisé de Abū l-Walīd Muhammad ibn Ahmad ibn Muhammad ibn Ahmad ibn Ahmad ibn Rušd أبو الوليد محمد بن احمد بن محمد بن احمد بن احمد بن رشد , médecin arabe, mathématicien, philosophe, théologien islamique et juriste.

- La culture judaïque au XIIe siècle :
  - 1110 - 1180 : Rabbi Abraham ibn Dawd Halevi dit Rabad I, acronyme de Rabbenou Avraham Ben David, médecin, historien et philosophe, né à Cordoue, mort en martyr à Tolède.
  - 1120 - 1197: Rabbi Abraham ben David de Posquières, kabbaliste et philosophe provençal.
  - 1138 - 1204 : Rambam acronyme de Rav Moshe ben Maimon (הרב משה בן מיימון), en arabe : أبو عمران موسى بن ميمون بن عبد الله القرطبي الإسرائيلي Moussa bin Maimoun ibn Abdallah al-Kourtoubi al-Israili (traduction : Moïse fils de Maïmon fils d'Abdallah (Ovadia) le cordouan juif), en grec Μωυσής Μαϊμονίδης (Moyses Maïmonides), en français Moïse Maïmonide, médecin officiant à la cour de Saladin, philosophe et commentateur de la Mishna, légaliste et codificateur, chef Naggid de la communauté des Juifs d’Égypte.
  - 1198 - 1270 : Ramban, acronyme de Rabbenou Moshe ben Nahman Gerondi, dit aussi le Nahmanide, médecin, mystique et philosophe.

## XIIIesièclede l'ère courante
- Le monde profane au XIIIe siècle :
  - Au siècle de Saint Louis de France, Saint Thomas d'Aquin concilie théologie et philosophie d'Aristote, en Italie Cimabue et Giotto rénovent la manière de peindre les murs des églises ...

- La culture judaïque au XIIIe siècle :
  - de 1250 à 1500 s'étend la période des Rishonim, entre celle des Gueonim et celle du Choulhan Aroukh.
  - 1288 - 1344 : Ralbag acronyme de Rabbi Levi ben Gershom, dit aussi Gersonide, médecin, astronome, mathématicien, philosophe, et commentateur biblique.
  - en 1292 Isaac Albalag, philosophe juif aristotélicien, traduit en partie le livre de  Al-Ghazali MaḲaẓid al-Falasifa (Les intentions des philosophes).

## XIVesièclede l'ère courante
- Le monde profane au XIVe siècle :
  - Le Sultan ottoman Bayezid premier vainc les chrétiens à Nicopolis, mais le turc Timur Lang défait à son tour Bayezid. À Tunis, Ibn Khaldun expose une première philosophie de l'histoire.
- La culture judaïque au XIVe siècle :
  - circa 1300-1362 : Maestro Vidal Belshom, nom provençal de Moshe ben Josué ben Mar David Narboni nommé plus simplement Moïse Narboni, rabbin, théologien et philosophe.

## XVesièclede l'ère courante
- Le monde profane au XVe siècle :
  - En ce siècle peignent Fra Angelico, Botticelli, Léonard de Vinci, et Michel-Ange sculpte pour Florence son Moïse, et son jeune David. La Renaissance étale ses fastes mais le moine Savonarole veut purifier cet luxuriant étalage. L'antijudaïsme gangrène la péninsule ibérique ...
- La culture judaïque au XVe siècle :
  - 1437 - 1508 : Isaac Abravanel, juif portugais, financier, diplomate, philosophe et commentateur biblique.
  - 1478 : fondation de l'Inquisition catholique en Espagne.
  - 1488 - 1575 : Joseph Caro, auteur du Choulhan Aroukh.

## XVIesièclede l'ère courante
- Le monde profane au XVIe siècle :
  - Après Charles Quint, Philippe II règne sur l'Espagne et les Pays-Bas, l'Inquisition

sévit cruellement dans toute l'Europe…
- La culture judaïque au XVIe siècle :
  - 1522 : début de la période des Aharonim, qui suit celle des Rishonim.
  - 1531 : fondation de l'Inquisition catholique au Portugal.
  - 1534 - 1572 : Rabbi Isaac Louria (Isaac Ashkenazi de Louria) kabbaliste,
  - 1550 - 1624 : Rabbi Yaacov ben Itshaq Ashkenazi (le poseq Jacob ben Isaac Ashkenazi de Janów, bourg austro-hongrois sur le Seret, affluent du Dniester) écrit en 1622, à Bâle, un commentaire biblique en yiddish souvent réédité, intitulé Tseno Oureno (צאינה וראינה).

## XVIIesièclede l'ère courante
- Le monde profane au XVIIe siècle :

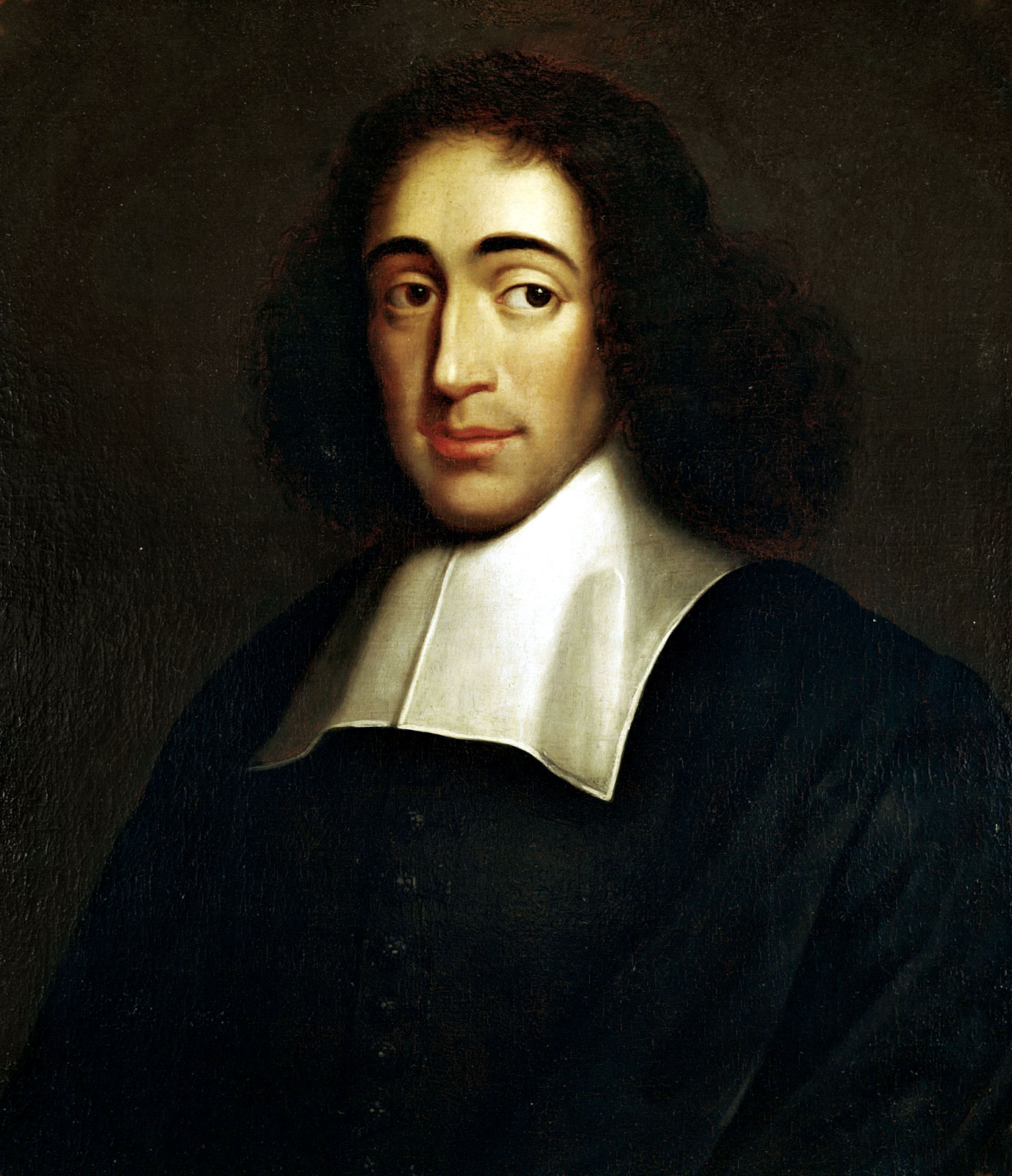
Baruch de Spinoza

  - Le siècle de Louis XIV dit Roi-Soleil, mais aussi de Descartes, Pascal, Molière et Racine.
- La culture judaïque au XVIIe siècle :
  - 1632-1677 : Baruch de Spinoza, philosophe portugais d'origine marrane émigré en Hollande,
  - 1626-1676 : Sabbataï Tsevi, considéré par certains comme le Messie, fonde la secte turque des Sabbatéens.
  - 1697-1776 : Rabbi Jacob Emden (יעקב עמדן), talmudiste, prend position contre les Sabbatéens.
  - 1698-1760 : Besht est l'acronyme de Baal Shem Tov, surnom du fondateur du mouvement des Hassidim le Rabbi Israël ben Éliezer.

## XVIIIesièclede l'ère courante
- Le monde profane au XVIIIe siècle :
  - George Washington rédige une Constitution pour les États-Unis d'Amérique dont il devient premier Président. En Europe, tandis que Mozart compose, Kant philosophe…

- La culture judaïque au XVIIIe siècle :

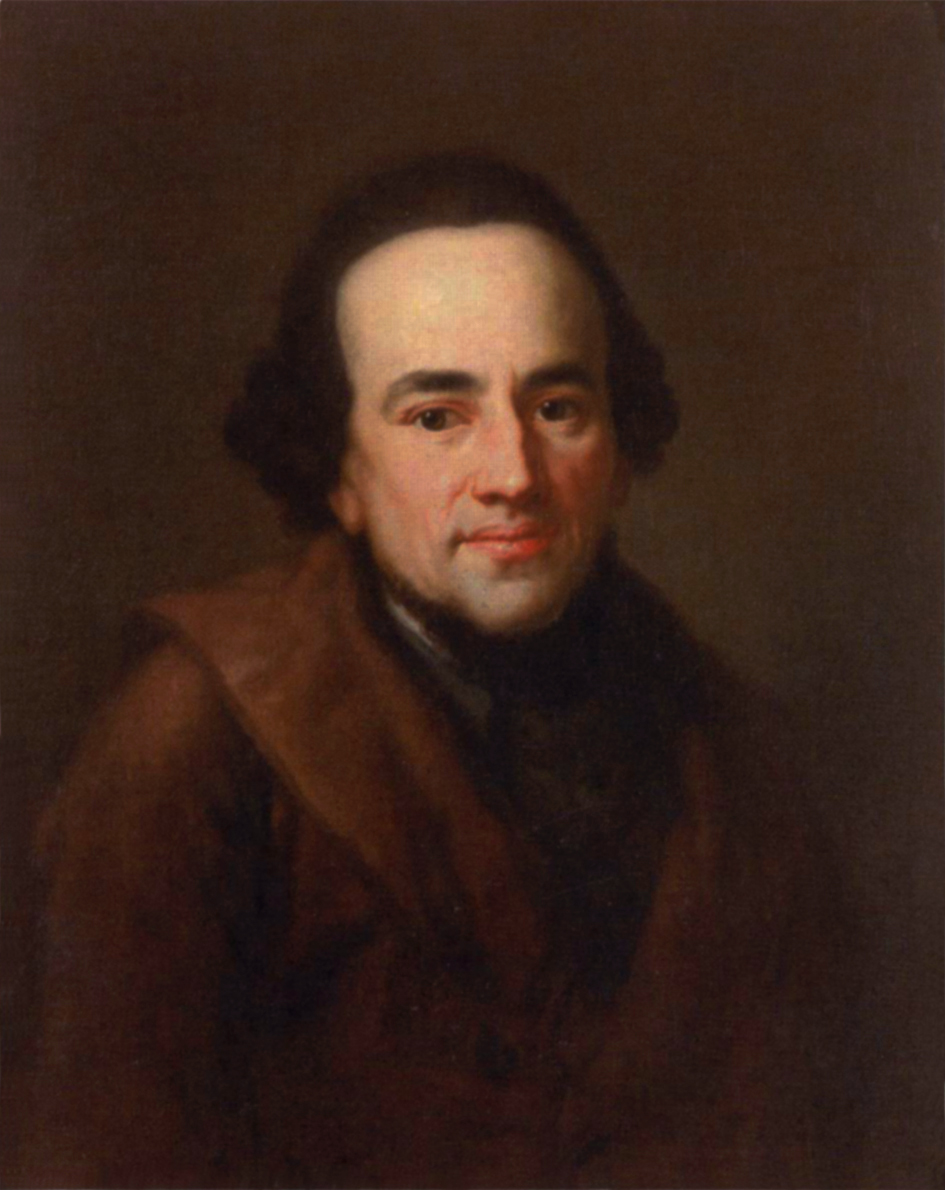
Moses Mendelssohn

  - 1710-1772 : Rabbi Dov Baer de Mezeritch, talmudiste et prédicateur.
  - 1726-1791 : Jacob Franck, successeur de Sabbataï Tsevi, considéré comme un Messie,
  - 1729-1786 : Moses Mendelssohn, penseur de la Haskalah.
  - 1792-1852 : Marchand Ennery, grand rabbin de France (1846), auteur de deux dictionnaires.
  - 1794-1866 : Leopold Zunz (יום טוב ליפמן צונץ - Yom Tov Lipmann Tzuntz), fondateur de la Wissenschaft des Judentums, la Science du judaïsme.

## XIXesièclede l'ère courante
- Le monde profane au XIXe siècle :
  - L'impérialisme de Napoléon Bonaparte répand les idées de la Philosophie des Lumières et de la Révolution française dans toute l'Europe.
  - L'ère victorienne tire son nom de la reine Victoria d'Angleterre qui règne sur un monde en pleine révolution industrielle. L'apogée de l'Impérialisme britannique s'étend de l'Orient à l'Occident de la planète.
  - L'affaire Dreyfus secoue la France en 1895.
- La culture judaïque au XIXe siècle :
  - 1801 - 1875 : Zacharias Frankel grand rabbin de Dresde puis Directeur du séminaire théologique de Breslau initie le mouvement massorti qui conduira au judaïsme conservateur.
  - 1806 - 1860 : Samuel Holdheim fut un des initiateurs importants du judaïsme réformé en Allemagne.
  - 1808 - 1888 : Rabbi Samson Raphael Hirsch fonde le judaïsme orthodoxe moderne.
  - 1811 - 1895 : Joseph Derenbourg, historien et orientaliste franco-allemand.
  - 18.. - 1886 : le professeur Nathaniel Philippe Sander, membre de la Commission administrative du Séminaire israélite à Paris, écrivit un Dictionnaire en collaboration avec le rabbin Isaac Léon Trenel.
  - 1822 - 1890 : Rabbi Isaac Léon Trenel, auteur avec le professeur Nathaniel Philippe Sander d'un Dictionnaire hébreu-français encore utilisé aujourd'hui.
  - 1824 - 1881 : Jacob Bernays, philologue et universitaire allemand né à Hambourg.
  - 1838 - 1933 : Israël Meir HaCohen (nom slave : Israël Meir Kagan), auteur du Sefer Hafetz Haïm qui lui donna le surnom de Hafetz Haïm.
  - 1842 - 1918 : Les idées de Hermann Cohen, philosophe néo-kantien, influencent le judaïsme réformé.
  - 1843 : fondation à New York du B'nai B'rith.
  - 1850 - 1915 : Solomon Schechter, fonde le judaïsme conservative aux États-Unis d'Amérique..
  - 1860 - 1904 : Theodor Herzl écrit Der Judenstaat (L'État des Juifs) en 1896, et fonde le  mouvement sioniste au premier Congrès sioniste de Bâle en 1897.
  - 1864 - 1926 : L'écrivain britannique juif Israel Zangwill fonde l'Organisation juive territorialiste en 1905.
  - 1873 - 1956 : Rabbi Leo Baeck.
  - 1881 - 1983 : Rabbi Mordecai Kaplan fonde le judaïsme reconstructionniste.
  - 1882 - 1980 : Joseph Breuer (voir Joseph Breuer (rabbin), et Josef Breuer).
  - 1886 - 1929 : Franz Rosenzweig.

## XXesièclede l'ère courante
- Le monde profane au XXe siècle :

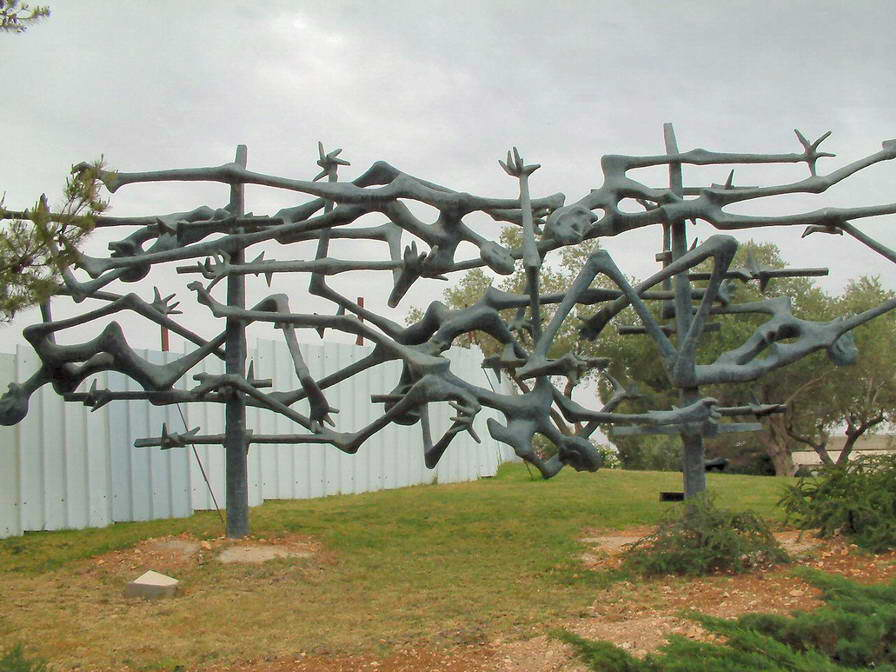
Sculpture au mémorial de Yad Vashem à Jérusalem

  - Décadence de l'Europe d'une Première Guerre mondiale (1914-1918) à une décolonisation générale en passant par l'horreur de la Shoah (1941-1945). Émergence des États-Unis en tant que « superpuissance ». Dénatalité en Occident européen et américain compensée par une immigration forte, légale ou illégale, et explosion démographique du « Tiers-Monde ».
- La culture judaïque au XXe siècle :
  - 1888 - 1970: Shmuel Yosef Agnon (Shmuel Yosef Czaczkes), écrivain israélien, Prix Nobel de littérature en 1966.
  - 1902 - 1994 : Menachem Mendel Schneerson dit Rebbe de Loubavitch, chef spirituel du Mouvement Loubavitch de 1950 à 1994.
  - 1906 - 1995 : Emmanuel Levinas philosophe juif français d'origine lituanienne fut influencé par Martin Heidegger, et par Edmund Husserl dont il a traduit les Méditations cartésiennes.
  - 1907 - 1972 : Rabbi Abraham Joshua Heschel né à Varsovie, professeur néo-hassidique à l'HUC puis au JTS, militant des droits civiques, intéressé par le judaïsme médiéval, la kabbale, le hassidisme.
  - 1925 - 2003 : Charles Touati, grand rabbin, professeur français, chercheur en philosophie, né en Algérie et décédé à Paris.
  - en 1953 : inauguration du mémorial de Yad Vashem à Jérusalem.

## XXIesièclede l'ère courante
- Le monde profane au XXIe siècle :
  - Montée en puissance de l'Inde et de la Chine.

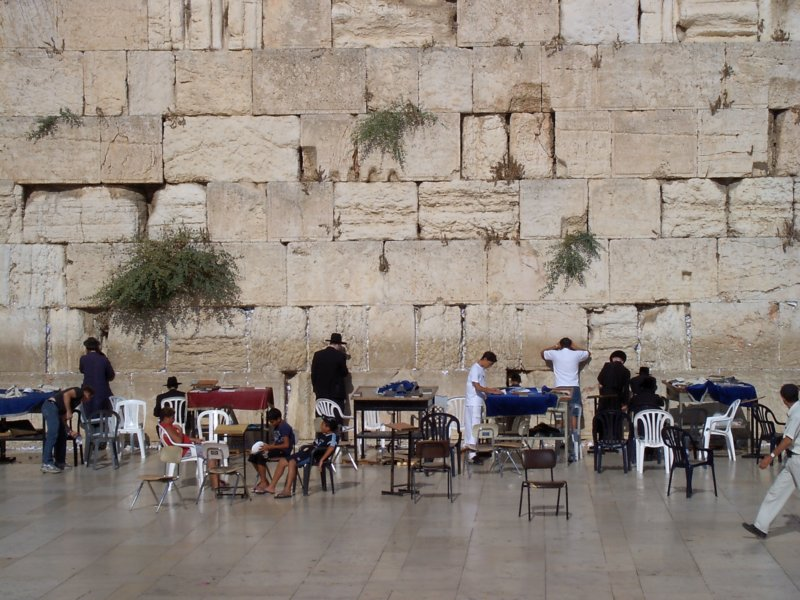
l'an prochain à Jérusalem

- La culture judaïque au XXIe siècle :